# Dasineura racemi
Dasineura racemi är en tvåvingeart som först beskrevs av Ephraim Porter Felt 1908.  Dasineura racemi ingår i släktet Dasineura och familjen gallmyggor.
Artens utbredningsområde är Manitoba. Inga underarter finns listade i Catalogue of Life.